# غران تورينو (فلم)
غران تورينو (بالإنجليزية: Gran Torino) . فيلم دراما أمريكي من إنتاج 2008. تدور أحداثه حول شخص حاد الطباع أرمل وقوي الإرادة يدعى والت كوالسكي (يلعب الدور كلينت إستوود), كان جنديا في في الحرب الكورية و يملك سيارة Gran Torino إنتاج العام 1972,

## القصة
فيلم يحكي قصة رجل يدعي ( Clint Eastwood - Kowalski ) , فقد أجواء الأهل والعيش مع الأبناء ..
هو متقاعد عامل آلي ومحارب قديم في حرب كوريا ..
يعيش في منطقة دترويت، هذة المنطقة امتلأت بالمهاجرين الكوريين وانتقل جميع الأميركان ماعدا "Walt Kowalski " ..
في بداية الفيلم نجد عائلة Kowalski تقيم عزاء للأم الراحلة ونرى مدى استياء الأب من الأبناء وأحفاده حيث لم يظهرو سوى التذمر وعدم الاهتمام !
بعد ذلك .. ينتقل الأبناء من المنزل ليبقى وحيداً في منزلة بين الوحدة والألم والتعب ,,
في يوم من الأيام نجد ابن الجيران ( Bee Vang - Thao ) يحاول سرقة سيارته " Gran Torino " بطلب من عصابة الهمونغ ولكن يتدخل Kowalski في الوقت المناسب .
لم تتوقف هنا العصابة بل حاولت اقناع Thao للالتحاق بها واستمرة بالإيذاء لعائلته ..

## طاقم الممثلين
- كلينت ايستود as Walt Kowalski
- بي فانق as Thao Vang Lor, a young Hmong teenager
- اهني هر as Sue Lor, Thao's older sister
- كريستوفر كارلي as Father Janovich
- Doua Moua as Fong "Spider", Thao's cousin, shot caller of a Hmong street gang and the main antagonist
- Sonny Vue as Smokie, Fong's right-hand man
- Brian Haley as Mitch Kowalski, Walt's older son
- Brian Howe as Steve Kowalski, Walt's younger son
- Geraldine Hughes as Karen Kowalski, Mitch's wife
- Dreama Walker as Ashley Kowalski, Mitch's daughter

## وصلات خارجية
- الموقع الرسمي
- غران تورينو على موقع IMDb (الإنجليزية)
- غران تورينو على موقع ميتاكريتيك (الإنجليزية)
- غران تورينو على موقع الموسوعة البريطانية (الإنجليزية)
- غران تورينو على موقع روتن توميتوز (الإنجليزية)
- غران تورينو على موقع نتفليكس (الإنجليزية)
- غران تورينو على موقع ألو سيني (الفرنسية)
- غران تورينو على موقع Turner Classic Movies (الإنجليزية)
- غران تورينو على موقع أول موفي (الإنجليزية)
- غران تورينو على موقع بوكس أوفيس موجو (الإنجليزية)
- غران تورينو على موقع فيلمافينيتي (الإسبانية)
- Discussion of film with Hmong actors at Institute for Advanced Study at University of Minnesota()
  - Video Part 1 (Archive) and Video Part 2 (Archive)
  - Audio Part 1( نسخة محفوظة 3 مارس 2016 على موقع واي باك مشين.) and Audio Part 2( نسخة محفوظة 16 مايو 2014 على موقع واي باك مشين.)
- eastwoodmovie-hmong.com في أرشيف الإنترنت - Critical blog discussing Hmong culture as used in the film (Archive)